# Рея (міфологія)

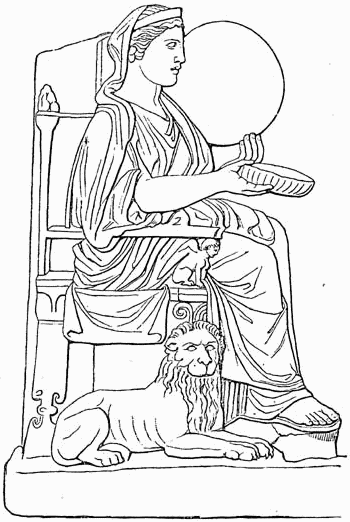
Рея дає Кроносу камінь замість Зевса

Ре́я (грец. Ῥέα, епіч. грец. Ῥείη) — богиня-мати з покоління титанів у давньогрецькій міфології. За «Теогонією» Гесіода, дочка Урана й Геї, дружина Кроноса, мати Зевса, Аїда, Посейдона, Гестії, Деметри та Гери. Культ Реї спочатку був малопоширений у Греції. На Криті і в Малій Азії вона ототожнювалася з азійською богинею природи й родючості Кібелою. Жерці Реї називалися куретами й ототожнювалися з корибантами. Куретам Рея нібито передала малого Зевса; жерці, брязкаючи зброєю, приглушували крик немовляти, і Кронос не проковтнув його. Культ Реї-Кібели мав оргіастичний характер, проте на материковій Греції він проявлявся в пом'якшеному вигляді. У III ст. до н. е. культ Реї під ім'ям Великої Матері потрапив до Риму. Реї-Кібелі були присвячені дуб і сосна, постійним її супутником вважався лев. Зображували її в постаті жінки з короною та тимпаном.

## Родина
За словами Гесіода, Кронос породив шістьох дітей з Реєю: Гестію, Деметру, Геру, Аїда, Посейдона та Зевса у відповідному порядку. Філософ Платон згадує, що Рея, Кронос і Форкій були найстаршими дітьми Океана і Тетії. У Орфічній традиції Рея породила дочку Персефону. Батьком Персефони був її власний син Зевс.

## Міфологія
Гея і Уран сказали Кроносу, що так само, як він повалив власного батька і йому судилося бути поваленим від власної дитини, тому, при народженні кожної його дитини, Кронос поїдав її. Рея, Уран і Гея розробили план порятунку останнього з них — Зевса. Рея народила Зевса в печері на острові Крит, і дала Кроносу камінь, загорнутий у пеленальний одяг, який він швидко проковтнув; Рея сховала своє немовля-сина Зевса в печері на горі Іда. Її прислужники, схожі на воїнів Куретів і Дактилів, виступали охоронцями немовляти Зевса, допомагаючи приховати його місцезнаходження від батька.
За деякими даними, за заповітом Реї, золотий пес охороняв козу, яка давала годування немовляті Зевсу. Пізніше Зевс перетворив козу на безсмертну серед зірок, тоді як Золоту собаку, що охороняла священне місце на Криті, вкрав Пандарей.

## Культ
У Реї не було жодного сильного місцевого культу чи визначної діяльності під її контролем. Спочатку їй поклонялися на острові Крит, що вважається в міфології як місце раннього віку та виховання Зевса. У релігійних обрядах використовували ритмічні, несамовиті співи та танці, що супроводжувалися тимпаном (широкий ручний барабан), щоб викликати релігійний екстаз. Її жерці уособлювали своїх міфічних прислужників, Куретів і Дактилів.
Використання тимпану в обрядах Реї, можливо, було і в культах Кібели — в історичні часи схожість між двома богинями була настільки відзначена, що деякі греки вважали Кібелу своєю власною Реєю. 
Рею часто називали Метер Теон ("Мати богів"), а навколо Стародавньої Греції було кілька храмів, присвячених їй під цим ім'ям. Павзаній згадував храми, присвячені Реї під ім'ям Метер Теон в Анагіросі в Аттиці, Мегалополіс в Аркадії, на Акрополі Стародавнього Корінфа, та в окрузі Керамейкос в Афінах. У Спарті було ще святилище Метер Мегале ("Велика мати").

## Зображення в античній літературі
У «Аргонавтиці» Аполонія Родоського завершено злиття Реї та фригійської Кібели. "Від матері залежать вітри, океан, уся земля під сніжним сидінням Олімпу; коли вона покидає гори і піднімається до великого склепіння неба, сам Зевс, син Кроноса, пробивається, і всі інші безсмертні боги так само поступаються місцем для богобоязної жахливості" - розповідає провидцеві Мобс Ясону в "Аргонавтиці"; Джейсон піднявся до святилища високо на горі Діндімон, щоб принести жертву та волю, щоб розмістити богиню, щоб аргонавти могли продовжувати свій шлях. Для її теменосу вони виробили образ богині, ксоану, з лози. Там "вони закликали мати Діндімона, коханку всіх, мешканку Фригії, а також її Титія та Кайленоса, яких один із багатьох критських дактилів Іди називає" керівниками долі "та" тими, хто сидить поруч з ідейською матір'ю " . "Вони підскакували і танцювали у своїх обладунках: "З цієї причини фригійці досі поклоняються Реї з бубнами та барабанами".